# Eclipse lunar de 4 de maio de 1985
| Eclipse Lunar Total 4 de maio de 1985 | Eclipse Lunar Total 4 de maio de 1985 |
| --- | ------------------------------------- |
| A Lua cruzando a parte norte do cone de sombra da Terra, de oeste para leste (da direita para a esquerda), com o disco lunar mais escuro e avermelhado. |                                       |
| Gamma | +0,3519                               |
| Saros (e membro) | 121 (54 de 84)                        |
| Sequência de eclipses lunares |                                       |
| Anterior | 8 de novembro de 1984                 |
| Próximo | 28 de outubro de 1985                 |
| Duração (hr:mn:sc) |                                       |
| Total | 1:07:41                               |
| Parcial | 3:18:56                               |
| Penumbral | 5:10:14                               |
| Fases e Horários do Eclipse (UTC) |                                       |
| P1 | 17:21:17                              |
| U1 | 18:16:55                              |
| U2 | 19:22:33                              |
| Máximo | 19:56:24                              |
| U3 | 20:30:14                              |
| U4 | 21:35:51                              |
| P4 | 22:31:31                              |

O eclipse lunar de 4 de maio de 1985 foi um eclipse total, o primeiro de dois eclipses lunares do ano. Também marcou o início de uma série de quatro eclipses totais consecutivos (dois em cada ano: 1985 e 1986), conhecida como tétrade, também conhecida como Luas de Sangue, ou ainda sequência de luas vermelhas. Teve magnitude umbral de 1,2369 e penumbral de 2,1870. Teve duração de cerca de 67 minutos, pouco mais de uma hora.
Além disso, o eclipse total se aproximou consideravelmente do perigeu lunar, que é o ponto mais próximo da Lua em relação a Terra, tornando o disco lunar fosse cerca de 13% maior do que no apogeu, e sua observação fosse mais especial. Portanto, podemos dizer que ocorreu o chamado "Eclipse Total da Superlua", ou "Superlua de Sangue", cujos termos é recente, mais difundido nos dias atuais. Contudo, a maior Lua Cheia do período ou Superlua ocorreu um mês antes, em 5 de abril de 1985 (11:32 UTC), cerca de 900 km mais próximo que a Lua Cheia do eclipse.
Durante a totalidade, a Lua mergulhou dentro da metade norte da sombra da Terra, fazendo com que a Lua se apresentasse escura e avermelhada, especialmente no centro-sul da superfície, enquanto na outra região ficasse um pouco mais alaranjada e brilhante.
A Lua cruzou a parte norte da sombra da Terra, em nodo descendente, dentro da constelação de Libra, ao lado da estrela Zubenelgenubi, pouco menos de um grau ao norte da estrela.

## Tétrade
O eclipse marcou o primeiro de uma série de quatro eclipses consecutivos, chamada de tétrade, com dois eclipses em cada ano - 1985 e 1986. Os eclipses seguintes da série são: 28 de outubro de 1985, 24 de abril de 1986 e 17 de outubro de 1986.
É a primeira tétrade desde a temporada 1967-68, quando ocorreram os eclipses totais de 24 de abril de 1967, 18 de outubro de 1967, 13 de abril de 1968 e 6 de outubro de 1968.
A próxima tétrade será entre 2003 e 2004, com os eclipses totais de 16 de maio de 2003, 9 de novembro de 2003, 4 de maio de 2004 e 28 de outubro de 2004.

## Série Saros
Eclipse pertencente ao ciclo lunar Saros de série 121, sendo este de número 54, com total de 84 eclipses na série. O eclipse anterior do ciclo foi o eclipse total de 24 de abril de 1967, que também se aproximou do perigeu lunar. O próximo eclipse será com o eclipse total de 16 de maio de 2003, também próximo ao perigeu.

## Visibilidade
Foi visível sobre o Oceano Índico, Europa, África, Ásia, Austrália, na Antártida, centro-leste do Atlântico e faixa leste da América do Sul.
| Região do planeta onde o eclipse foi visível durante o máximo da totalidade - 19:56 UTC. A parte central do Oceano Índico, próximo à Madagascar, obteve a melhor observação do meio do eclipse, de onde foi visível à meia-noite. |
| Mapa de visibilidade do eclipse |